# Amazônia, o Despertar da Florestania
Amazônia, o Despertar da Florestania, é um filme documentário brasileiro em longa-metragem, com cerca de 1 hora e 51 minutos de duração, lançado em 2019, e que conta com direção de Christiane Torloni, e co-direção de Miguel Przewodowski. O documentário aborda questões ambientais, e indígenas fazendo um resgate histórico em defesa da preservação ambiental e da cultura. O filme defende a ideia de que a natureza faz parte essencial da nossa identidade e cidadania, por essa razão faz o uso do neologismo “florestania” no título.

## Sinopse
O documentário Amazônia – o despertar da florestania nos conduz por uma jornada histórica do Brasil no século XX, aos dias atuais, abordando eventos que marcaram a luta pela preservação do meio ambiente, em especial da Amazônia e pela defesa da democracia.
A atriz Christiane Torloni, em sua estreia como diretora, divide o trabalho com Miguel Przewodowski. O filme resgata personagens históricos através de material de arquivo, e apresenta depoimentos de personalidades, ativistas, artistas, jornalistas e políticos, tecendo uma narrativa que entrelaça os diferentes pontos de vista sobre questões que envolvem o futuro das pessoas. O filme enfatiza o sentimento de "florestania", sendo parte essencial da nossa identidade, sintetizando os conceitos de cidadania e direitos florestais.

## Argumento e roteiro
Amazônia – o despertar da florestania nos convida a uma reflexão profunda, em que busca resgatar o sentimento da nossa identidade brasileira que esteja conectado com a preocupação ambiental. O termo "florestania", presente no título, representa esse caráter intrínseco de uma identidade de pertencimento, cidadania ligada à floresta, onde se vive as florestar e se entende o ser em florestania.Seria essa, então, uma identidade planetária, onde o planeta Terra, nossa "casa comum" agoniza com a exploração e ganância dos recursos naturais pelo sistema desde o século XX.
Também retratado no filme a maneira de como as pessoas podem destratar a causa do meio ambiente e colocar como irrelevante ou um assunto que pode ser deixado para depois, pois já existe assuntos mais urgentes, como a causa por qual estavam lutando, que seria a saúde e educação dos brasileiros. "Pelo meio ambiente, a gente pode lutar depois."
Já no corrente século XXI, houve uma certo espírito de urgência na necessidade de proteger as florestas, preservar os rios, proteger as espécies ameaçadas, e criar formas mais sustentáveis para as pessoas. A diretora Christiane Torloni convida os espectadores a despertarem esse sentimento de "florestania" através das imagens da Amazônia, e das entrevistas de figuras importantes como Ailton Krenak, Benki Piyãko, Frans Krajcberg, Marina Silva, Milton Nascimento, entre outros.
O documentário conta a história de uma rede de personagens que, fizeram e ainda fazem parte de uma malha tecida pelas mais diferentes manifestações de expressão políticas, sociais e culturais. O documentário também tem como objetivo estabelecer uma noção de comprometimento com as causas ambientais, respeitos aos povos originários, suas culturas e línguas, ao passo que ocorrem mudanças no mundo contemporâneo. Essa malha revela uma aventura guiada pela atriz e diretora do filme, Christiane Torloni, em que ela enfatiza que a história do Brasil atual começou muito antes da criação da nossa nação.
O conceito de "florestania" presente no título foi formulado pelo cronista, poeta e pensador acreano Antonio Alves no final dos anos 1980, com o intuito de promover uma forma de cidadania adaptada à realidade da floresta amazônica. Essa concepção baseia-se na premissa de que a preservação das riquezas naturais da floresta é fundamental para o desenvolvimento econômico, social e humano, em oposição à sua destruição. A diretora Christiane Torloni procura empregar o termo na abordagem do enredo do filme, ao passo que traça uma linha do tempo no desenvolvimento de um sentimento de identidade ambientalista no Brasil.

## Produção
O filme Amazônia – o despertar da florestania teve suas sementes plantadas ao longo das gravações da minissérie Amazônia, de Galvez a Chico Mendes (TV Globo, 2007), quando os atores Christiane Torloni e Victor Fasano testemunharam o impacto do desmatamento na maior floresta tropical do mundo. Profundamente tocados por essa realidade, eles começaram engajar na militância ambiental, e então decidiram criar, em parceria e autoria de Juca de Oliveira, o manifesto "Amazônia para Sempre" em defesa da floresta amazônica. Nos anos seguintes, o manifesto teve como objetivo promover a Amazônia como um importante patrimônio nacional, enfatizando a importância de seu uso consciente e legal, visando a preservação do meio ambiente e dos recursos naturais presentes na região. Ao longo do processo foram recolhidas mais de 1 milhão e 100 mil assinaturas de brasileiros em defesa da Amazônia, e o documento final foi entregue ao Senado Federal durante uma sessão realizada no dia 13 de maio de 2009.
São feitas críticas não somente ao desmatamento e prevenção ao meio ambiente, mas envolve os povos que habitam a Amazônia. Falar sobre a educação desses indígenas e de  como educação foi padronizada em uma tentativa de "civilizar" os povos, Então em uma tentativa desmistificar  a educação, ONGs dentro das aldeias começaram a dar aulas sobre atividades que ajudassem essas crianças no seu cotidiano, onde no filmese trata de amazonizar a educação.
Anos mais tarde juntou o material que fez ao percorrer a floresta amazônica, e mostrou ao amigo Miguel Przewodowski, e a partir desse momento o projeto começou a ganhar forma. Apesar de um projeto de construção conjunta na direção e roteiro, o filme é definitivamente uma obra autoral idealizada pela atriz global Christiane Torloni. Ela também assina a produção do projeto, e parte da montagem do filme juntamente com Miguel Przewodowski, Mikael Santiago, e Vinicius Saisse Nascimento. A fotografia foi feita por Vinícius Brum, e a trilha sonora por André Abujamra e Márcio Nigro.
Trata-se da estreia de Christiane Torloni como realizadora, porém sua relação com a causa ambiental já vem de longa data. Engajada como ativista política, Christiane Torloni também participou do movimento das "Diretas Já", e desde o seu envolvimento com o manifesto " Amazônia para Sempre", ela vem se engajando cada vez mais na militância em prol do meio ambiente. Por essa razão, o longa-metragem também tem um forte tom autoral, em que a diretora também participa de diversas etapas da feitura do filme, inclusive no elenco.
Foram cerca de 7 anos de filmagens, e um trabalho minuncioso de pesquisa de material de arquivo. A obra final conta com cerca de 111 minutos, e é composta de imagens recentes, bem como imagens de arquivo de figuras emblemáticas como o antropólogo e político Darcy Ribeiro (1922-1997), do artista plástico e ativista ambiental Frans Krajcberg (1921-2017), e até do militar e explorador Marechal Cândido Mariano da Silva Rondon (1865-1958). O documentário resgata esses personagens históricos, e inclui depoimentos de representantes de diversos setores da sociedade brasileira para discutir a forma como a floresta amazônica, bem como as questões indígenas têm sido abordadas no Brasil desde o início do século XX.
O filme conta com produção da Christal Produções Artísticas (RJ), e uma coprodução com a Globo Filmes, e Canal Brasil, e distribuição da Descoloniza Filmes (SP).

## Crítica ao desmatamento na Amazônia
Desde o início do Século XX, o Brasil tem enfrentado desafios significativos em relação à preservação da natureza e de seus recursos naturais. Dessa maneira, a atual situação da floresta amazônica é um tema de grande preocupação nacional e mundial. Para compreender melhor essa questão, o documentário Amazônia - o despertar da florestania busca a perspectiva de especialistas de diversas áreas, e também resgata figuras históricas relevantes na criação de uma consciência ambiental no Brasil. Através dessas entrevistas, e do debate em torno do conceito de "florestania" (a cidadania da floresta), o filme busca promover uma reflexão profunda sobre a identidade brasileira, e a importância da preservação ambiental onde faz analogia de que a "floresta em pé, índio em pé".
“Eu fico me perguntando quando foi que a gente esqueceu que o nome desse país é o nome de uma árvore.” (Christiane Torloni, diretora de Amazônia - o despertar da florestania, 2019).

## Recepção crítica ao documentário
Por se tratar de um tema de grande relevância, e por ser político, boa parte da crítica ao filme Amazônia - o despertar da florestania foi focada na tentativa da atriz global Christiane Torloni ao se aventurar na direção. O documentário chega a ser classificado pela crítica do jornal O Globo como um filme de militância sobre uma causa justa e emergencial, porém poupando de aprofundar nas possíveis falhas da produção. A falta de um engajamento com políticos que fazem parte de partidos que historicamente apoiam a causa ambiental, e os direitos dos povos indígenas, muito pela presença da figura incômoda do neoliberal Fernando Henrique Cardoso, também coloca em dúvida a credibilidade desse ambientalismo, e evidenciam a real inclinação política da direção.
O crítico de cinema Robledo Milani enfatiza que em certo momento, Christiane Torloni convida a jornalista Miriam Leitão, colega da Rede Globo, para contribuir com seus pensamentos, mas o tema central do documentário permanece incerto. A relação de Míriam Leitão com o assunto parece estar relacionada apenas à sua própria experiência pessoal de reflorestamento em uma área no Rio de Janeiro, sem conexão clara com a Amazônia.
O crítico Robledo Milani acrescenta que a falta de foco permeia todo o filme, que se estende por quase duas horas, uma duração exagerada para algo que poderia ser mais conciso. Ainda assim, o conceito de "florestania" é superficialmente explorado, sendo mencionado apenas após mais de uma hora de narrativa.
De modo geral, Robledo Milani diz que a falta de dados oficiais, pesquisas ou levantamentos é notável. Onde muitos dos participantes, grande parte estrelas globais, se baseia em suposições e declarações óbvias, sem profundidade. O filme também apresenta inúmeros planos de Christiane Torloni, encontrando personalidades, vestindo camisetas com frases de efeito e até mesmo sendo entrevistada para o próprio filme. Apesar das boas intenções presentes no documentário, falta uma atenção ao que realmente precisava ser dito. O crítico Robledo Milani finaliza dizendo que, entre tantas distrações, fica evidente a necessidade quase desesperada da diretora de se colocar no centro do discurso.

## Elenco
O filme conta com a participação de nomes famosos da televisão, representantes indígenas, e figuras políticas. Abaixo encontra-se uma lista com nomes selecionados em ordem alfabética.
- Ailton Krenak (líder indígena e representante da causa indígena)
- André Trigueiro (jornalista da Globo News)
- Adalberto Luiz val (biólogo)
- Antonio Ximenes (jornalista)
- Araquém Alcântara (fotógrafo da Natureza Amazônica)
- Benki Piyãko
- Caetano Veloso (cantor)
- Carlos Minc (ambientalista, político e ex-ministro do Meio Ambiente)
- Christiane Torloni (atriz e ambientalista)
- Cacique Juruna (foi líder indígena e político brasileiro)
- Carlos Nobre (cientista Brasileiro)
- Darcy Ribeiro (antropólogo e político 1922-1997 - material de arquivo)
- Davi Kopenawa
- Edmar Pereira Souza
- Edson Gonçalves (pescador)
- Eduardo Viveiro de Castro (antropólogo)
- Fernanda Kopanakis
- Fernando Henrique Cardoso (político e ex-presidente do Brasil)
- Frans Krajcberg (artista plástico e ativista ambiental 1921-2017 - material de arquivo)
- Lucélia Santos (atriz e cineasta)
- Maíra Irigaray
- Marechal Cândido Mariano da Silva Rondon (militar e explorador 1865-1958)
- Marina Silva (política e ministra do Meio Ambiente)[nota 1]
- Milton Nascimento (cantor)
- Miriam Leitão (jornalista Globo News)
- Moises Piyãko
- Tuxaua Kambeba
- Victor Fasano (ator e ambientalista)

## Festivais e outras exibições de cinema
- Festival do Rio, Brasil, 2018 (seleção oficial).
- Pré-estreia na Semana dos Povos Indígenas da PUC Goiás, Brasil, 2019.[15]
- Pré-estreia em Belo Horizonte, 2019.[11]
- Pré-estreia no Espaço Itaú de Cinema no Rio de Janeiro, Brasil, 2019.[16]
- Festival Internacional de Cinema Ambiental de Serra da Estrela, Portugal, outubro de 2019 (prêmios juventude).[17]
- 11ª edição do FESTin - Festival de Cinema Itinerante da Língua Portuguesa, Portugal, 2020.

## Lançamento
O filme foi lançado comercialmente nos cinemas em 09 de maio de 2019, e posteriormente entrou para o catálogo da plataforma digital Globoplay de transmissão de filmes e audiovisuais sob demanda.